# Panaxia persica
Panaxia persica är en fjärilsart som beskrevs av Le Cerf 1913. Panaxia persica ingår i släktet Panaxia och familjen björnspinnare. Inga underarter finns listade i Catalogue of Life.